# Campionat del Món d'esquí alpí de 1936
El Campionat del Món d'esquí alpí de 1936 va ser la sisena edició del Campionat del Món d'esquí alpí. Fou organitzat per la Federació Internacional d'Esquí (FIS) i es va celebrar del 21 al 22 de febrer a Innsbruck, Àustria. Es van disputar proves de descens, eslàlom i combinada, en categoria masculina i femenina.

## Resultats

### Proves masculines
| Prova     | Or              | Plata               | Bronze           |
| Descens   | Rudolf Rominger | Giacinto Sertorelli | Heinz Von Allmen |
| Eslàlom   | Rudolph Matt    | Eberhard Kneisl     | Rudolf Rominger  |
| Combinada | Rudolf Rominger | Heinz Von Allmen    | Eberhard Kneisl  |

### Proves femenines
| Prova     | Or               | Plata           | Bronze           |
| Descens   | Evelyn Pinching  | Elvira Osirnig  | Nini Arx-Zogg    |
| Eslàlom   | Gerda Paumgarten | Evelyn Pinching | Grete Weikert    |
| Combinada | Evelyn Pinching  | Elvira Osirnig  | Gerda Paumgarten |

## Medaller
País amfitrió 
| Posició | País       | Or | Plata | Bronze | Total |
| 1       | Suïssa     | 2  | 3     | 3      | 8     |
| 2       | Àustria    | 2  | 1     | 3      | 6     |
| 3       | Regne Unit | 2  | 1     | 0      | 3     |
| 4       | Itàlia     | 0  | 1     | 0      | 1     |
| Total   | Total      | 6  | 6     | 6      | 18    |